# Гора Невельського
Гора́ Невельсько́го (рос. гора Невельского) — гора в центральній частині Східно-Сахалінських гір, на острові Сахаліні, у Сахалінській області Російської Федерації. Висота до 1428 м (друга вершина острова). Складена пісковиками і глинами, сланцями мезозойської ери. На схилах — ялино-ялицева тайга, на гребенях — зарості кедрового сланця. Із західного схилу починається річка Поронай. Названа на честь російського дослідника Далекого Сходу адмірала Геннадія Невельського.